# Vương hoàng hậu (Hán Tuyên Đế)
Hiếu Tuyên Vương Hoàng hậu (chữ Hán: 孝宣王皇后, ? - 16 TCN), còn gọi là Cung Thành Thái hậu (邛成太后), là Hoàng hậu thứ ba của Hán Tuyên Đế, vị Hoàng đế thứ 10 của nhà Tây Hán trong lịch sử Trung Quốc.
Dù được lập làm Hoàng hậu, Hiếu Tuyên Vương Hoàng hậu không được Hán Tuyên Đế sủng hạnh, và cũng không như nhiều Hoàng thái hậu khác của Tây Hán, bà không dựa vào vị trí ngoại thích của dòng họ mình để tác động chính trị, an bình ở trong nội cung. Trước sự mưu toan của nhà họ Hoắc hòng đưa Hoắc Thành Quân lật đổ Hoàng hậu Hứa Bình Quân, Vương Hoàng hậu nuôi dưỡng con trai Hứa hậu là Hán Nguyên Đế Lưu Thích trưởng thành, nên Nguyên Đế tôn trọng bà.

## Thân thế
Hiếu Tuyên hoàng hậu Vương thị, không rõ tên gì, người huyện Trường Lăng (nay là Vị Thành, Hàm Dương, tỉnh Thiểm Tây), nguyên là con gái của Cung Thành hầu Vương Phụng Quang (王奉光).
Tổ tiên của Vương thị do có công phò giúp Hán Cao Tổ, nên được phong làm Quan nội hầu (關內侯), dời từ Bái huyện sang Trường Lăng cư trú. Tước vị Quan nội hầu của dòng họ Vương được truyền đến đời Vương Phụng Quang. Vốn Phụng Quang thích chơi đá gà, thường gặp Hoàng tằng tôn Lưu Bệnh Dĩ, cho nên quen biết. Đến tuổi cập kê, Vương thị được định hôn với một vài nhà quyền quý nhưng những người ấy lại chết vào ngày thành hôn, nên bà vẫn phải ở nhà.
Năm Nguyên Bình nguyên niên (74 TCN), Hoàng tằng tôn Lưu Bệnh Dĩ được đưa lên ngôi, tức Hán Tuyên Đế. Do có giao tình, Hán Tuyên Đế chọn Vương thị nhập cung, phong Tiệp dư.
Năm Bổn Thủy thứ 3 (71 TCN), Hoàng hậu Hứa Bình Quân của Hán Tuyên Đế bị vợ của Hoắc Quang là Hoắc Hiển hạ độc sát hại vì muốn đưa con gái là Hoắc Thành Quân làm Hoàng hậu. Hoắc Hoàng hậu cùng Hoắc phu nhân nhiều lần ám sát Thái tử Lưu Thích, con của Hứa hoàng hậu để dọn đường cho ngôi vị Thái tử.

## Vô sủng lập Hậu
Năm Địa Tiết thứ 4 (66 TCN), Hán Tuyên Đế phế truất Hoắc Hoàng hậu, đồng thời tiêu diệt toàn bộ nhà họ Hoắc vì tội ám sát Hứa hoàng hậu và âm mưu tạo phản, cả dòng họ hơn 1000 người đều bị xử trảm, Hoắc Hoàng hậu bị giam vào lãnh cung. Do lo sợ nếu lập một vị Hoàng hậu có con sẽ ảnh hưởng đến địa vị của Thái tử nên Tuyên Đế quyết định lấy Vương Tiệp dư vốn không con làm Hoàng hậu và giao cho việc nuôi dạy Thái tử.
Năm Nguyên Khang thứ 2 (64 TCN), ngày 26 tháng 2 (âm lịch), Vương Tiệp dư được chính thức sách lập làm Hoàng hậu. Hán Tuyên Đế mệnh Hoàng hậu nhận Thái tử làm Dưỡng tử, chịu trách nhiệm nuôi dạy Thái tử. Tuy đã trở thành Hoàng hậu, song Vương thị vẫn bị Hán Tuyên Đế lạnh nhạt, tuy nhiên Tuyên Đế vẫn không để cho bà chịu thiệt thòi, bèn phong cha bà Vương Phụng Quang làm Cung Thành hầu (邛成侯), gia tộc họ Vương thừa huy ân sủng.
Đến tuổi trưởng thành, Thái tử Lưu Thích lấy Tư Mã thị, phong làm Lương đệ (良娣). Không lâu sau, Tư Mã Lương đệ ốm qua đời, Lưu Thích rất đau buồn. Hán Tuyên Đế lo lắng, bèn sai Vương hoàng hậu chọn ra một số cung nữ cho thái tử để an ủi. Vương hoàng hậu chọn ra 5 người mang đến trước mặt Tuyên Đế và Thái tử. Thái tử Thích đau buồn vì cái chết của Tư Mã thị, cũng không quan tâm đến họ, do đó đích thân Vương hoàng hậu lựa chọn thái tử phi. Do thấy Vương Chính Quân, con gái đình úy sử Vương Cấm mặc áo khác những người còn lại mà đứng gần thái tử nhất, nên Vương hoàng hậu sai Vương Chính Quân vào hầu Thái tử.

## Vinh quang cả đời
Năm Hoàng Long nguyên niên (49 TCN), Hán Tuyên Đế băng hà, Thái tử Lưu Thích lên ngôi, tức Hán Nguyên Đế. Khi lên ngôi, Hoàng đế tôn Vương hoàng hậu làm Hoàng thái hậu. Năm Sơ Nguyên nguyên niên (48 TCN), phong anh trai Thái hậu là Thị trung Trung lang tướng Vương Thuấn (王舜) làm An Bình hầu (安平侯).
Năm Cảnh Ninh nguyên niên (33 TCN), tháng 5, Hán Nguyên Đế băng hà, Thái tử Lưu Ngao nối ngôi, tức Hán Thành Đế, Hoàng thái hậu Vương thị được tôn làm Thái hoàng thái hậu. Vương Thái hoàng thái hậu ít khi tham dự vào chính sự, cũng không được nhắc đến thường xuyên, bà sống an nhàn bình yên như một trưởng bối đức cao vọng trọng trong hậu cung Hán triều. Tuy không phải ruột thịt nhưng Hán Nguyên Đế vẫn rất kính trọng bà như mẹ đẻ, và Hán Thành Đế xem bà như tổ mẫu, vì thế luôn ban tước vị cho người trong họ của bà để hưởng vinh quang. Khi Thành Đế lên ngôi, em trai của Cung Thành Thái hậu là Vương Tuấn (王骏) được phong làm Quan nội hầu, thực ấp 1.000 hộ; Vương gia thế tộc Liệt hầu 2 người, Quan nội hầu 1 người. Con trai Vương Thuấn là Vương Chương (王章), cùng đường đệ Vương Hàm (王咸), đều làm đến Tả Hữu tướng quân. Đương thời đều gọi bà là Cung Thành Thái hậu (邛成太后) dựa trên tước phong của cha bà và cũng để phân biệt với Hoàng thái hậu Vương Chính Quân.
Năm Vĩnh Thủy nguyên niên (16 TCN), ngày 19 tháng 8 (âm lịch), Thái hoàng thái hậu Vương thị băng, thọ chừng 70 tuổi. Bà được hợp táng cùng với Hán Tuyên Đế ở Đỗ Lăng (杜陵), xưng là Đông viên (東園).
Từ khi vào cung, Vương thị làm Tiệp dư 10 năm, Hoàng hậu 15 năm, Hoàng thái hậu 16 năm và Thái hoàng thái hậu 17 năm, trải qua ba đời Đại Hán hoàng đế. Chính sự khiêm nhường không can chính của bà, đã khiến cuộc đời bà bình lặng, gia tộc hưng vượng tuy không quá hiển quý. Ban Cố khi viết Hán thư nhận định, từ đời Tây Hán khai quốc đến hết triều, ngoại thích ân phong rất nhiều, duy chỉ có nhà họ Bạc của Bạc Thái hậu, họ Đậu của Hiếu Văn Đậu hoàng hậu, họ Vương của Hiếu Cảnh Vương hoàng hậu cùng họ Vương của Cung Thành Thái hậu là bảo toàn vinh hoa.